# Copa Río 1951
La Copa Internacional de Clubes Campeones de 1951, conocida simplemente como Copa Río 1951 o Copa Río de Janeiro 1951 debido a su localización, fue un torneo no oficial ganado por el Palmeiras. El club brasileño solicitó a la FIFA varias veces reconocer el torneo como un título mundial, sin un resultado positivo. La competición fue reconocida por la FIFA como "la primera edición de un torneo internacional de clubes a nivel mundial". En abril de 2019, el presidente de la FIFA, Gianni Infantino, entrevistado por los medios de comunicación brasileños, reiteró que para la federación mundial de fútbol, solo los ganadores de la Copa Intercontinental y la Copa Mundial de Clubes son oficialmente campeones mundiales.

"Ya hemos decidido dar el título de campeón mundial a todos los que han ganado la Copa entre Europa y América del Sur desde 1960.
1951 está un poco más atrás".
Gianni Infantino, presidente de la FIFA. Brasilia, 9 de abril 2019.

"El título mundial de Palmeiras... Para milagros, tienes que preguntar a otro, no a mí..."
Gianni Infantino, presidente de la FIFA. Brasilia, 9 de abril 2019.

## Fórmula
La Copa Río fue por invitación con criterios de selección (sin campeón continental ya que no hubo competiciones continentales oficiales) los cuales, debido a las numerosas renuencias a participar, no fueron respetados; tenía un carácter festivo, amistoso, fue un torneo de pretemporada, de preparación y sirvió mucho para inaugurar el Maracaná efectivamente terminado, ya que este estadio se usó en la Copa Mundial de 1950 sin estar totalmente listo. Fue un torneo internacional importante, como muchos otros en la historia del futbol pero fue el primero de una cierta relevancia. Algunos periódicos de la época trataron la competencia como un torneo mundial, otros no por las serias deserciones.
Deberían haber participado los campeones nacionales de los equipos mejor clasificados en la Copa Mundial de Fútbol de 1950. Las deserciones iniciales fueron muchas: Malmö FF (Suecia), Atlético de Madrid (España), Lausanne (Suiza), Milan   (Italia), que prefirió participar a la Copa Latina al igual que Atlético de Madrid              (España) y Tottenham (Inglaterra). Posteriormente fueron invitados Barcelona           (España) y Newcastle (Inglaterra) que se negaron. En este punto se invitó entonces a los campeones de Francia, Portugal y Austria, naciones que no estaban presentes en el Campeonato Mundial de 1950. El Rapid Vienna (Austria) también renunció.
Participaron como campeones con derecho solamente Palmeiras (ganador del Torneo Río-São Paulo), Nacional y la Estrella Roja de Belgrado.
Además de los campeones de Italia (reemplazados por la Juventus), Inglaterra, España etc., los campeones de otras dos grandes naciones del fútbol, es decir Alemania y Argentina que no estuvieron presentes en el campeonato mundial de 1950 también faltaron por razones políticas.
Fue un éxito a nivel de espectadores en los estadios, pero no desde un punto de vista participativo. Es por esta razón que en el momento de los hechos, la FIFA se retiró dejando la organización oficial a la federación brasileña y a la prefectura de Río de Janeiro.

## Historia de la solicitud de reconocimiento

Gianni Infantino, presidente de la FIFA, reiteró que los campeones mundiales oficiales son los clubes ganadores de la Copa Intercontinental y de la Copa Mundial de Clubes.

En marzo de 2007, la FIFA, después varias solicitudes del club brasileño, lo habría considerado el primero campeonato mundial de clubes oficial con un fax firmado por el secretario Urs Linsi. El 26 de abril, la FIFA informó que aún no había culminado el proceso para tomar esta decisión y que hasta ahora el tema fue tratado apenas en un nivel administrativo por la secretaría general, pero que frente a la importancia y complejidad del asunto debería ser sometido al Comité Ejecutivo de la Federación. Sin embargo, en diciembre de ese mismo 2007 negó este reconocimiento, también porque, muchos equipos que ganaron torneos similares, enviaron solicitudes de formalización.
En 2013 la FIFA, después otras solicitudes, por mano de otro secretario Jérôme Valcke, reconoció nuevamente (siempre a nivel de secretariado, ergo temporalmente) por una 
nota oficial al Palmeiras la competencia como una Copa Mundial oficial, escribiendo también: "A fin de asegurar que todos los archivos de este campeonato estén actualizados, circularemos una copia de esta carta internamente en la FIFA y actualizaremos nuestros archivos en FIFA.com."
Finalmente todo esto no sucedió y en 2014 la federación mundial, después de la reunión del Comité Ejecutivo en Río de Janeiro, reconoció a la Copa Río (como había pedido la federación brasileña) como la primera competición mundial de clubes y Palmeiras como el ganador,  pero sin ninguna referencia 
a un título de campeón del mundo.
El concepto fue reiterado en enero de 2017 cuando la FIFA, después de las preguntas formuladas por un famoso periódico brasileño, emitió la siguiente nota:
En su reunión en Sao Paulo el 7 de junio de 2014, el Comité Ejecutivo de la FIFA estuvo de acuerdo con la solicitud de la CBF (Confederación Brasileña de Fútbol) de reconocer el torneo de clubes de Europa y América del Sur de 1951 como la primera competición mundial de clubes y Sociedad Deportiva Palmeiras como la ganadora. La FIFA reconoce y valora las iniciativas para establecer competiciones de clubes en todo el mundo a través de la historia. Este es el caso de los torneos que involucran a clubes europeos y sudamericanos, como la pionera Copa Río, jugada en 1951 y 1952, y la Copa Intercontinental. La entidad es clara al afirmar que el 1er campeón mundial es el Corinthians. Las Copas Río e Intercontinentales se denominan simplemente torneos de "nivel mundial".
En la misma nota de enero de 2017, la FIFA también consignó que los títulos mundiales ganados antes del 2000 no son oficiales, ergo no son válidos.
A pesar de esto, algunos periodistas brasileños cercanos a Palmeiras propagan interpretaciones singulares. Incluso el Ministerio de Deportes brasileño, dirigido por un hincha del Palmeiras, Aldo Rebelo, publicó un artículo atribuyendo decisiones de la Secretaría General de la FIFA (que tiene un poder limitado y temporal), al Consejo de la FIFA.
La posición en la nota al periódico brasileño cambió en octubre de 2017, cuando la FIFA otorgó a los ganadores de la Copa Intercontinental el título oficial de campeones mundiales.
En Brasil el tema es fuente de muchas discusiones. En el perfil de Instagram de la FIFA, en 2016, la federación mundial misma de alguna manera, celebró el equipo paulista pero, sin embargo, para ser válido un título debe ser aprobado mediante una Nota Oficial por el Consejo de la FIFA, de lo contrario sigue siendo simbólico.
En el pasado, la FIFA en su red telemática consideraba la Copa Intercontinental como mundial pero tuvo que esperar al 2017 por ser considerado válido, cuando a través de un Comunicado Oficial, emitido por su único órgano competente, el Consejo (ex Comité Ejecutivo), reconoció oficialmente (de iure) a los ganadores de este certamen como legítimos Campeones del Mundo de Clubes.
La Copa Río 1951, a diferencia de la Copa Intercontinental no es ni siquiera reconocido como un torneo oficial da la FIFA; por otra parte la Conmebol, a diferencia de la misma Copa Intercontinental y la Copa Mundial de Clubes de la FIFA, no la incluye entre las competiciones oficiales, es decir aquellos reconocidas como válidas por una entidad y no solo organizado por ella, de hecho la Conmebol incluye en su lista de competiciones oficiales el Mundial de Clubes que está totalmente organizado por la FIFA.
La FIFA en sus documentos no menciona la Copa Río como un antecedente oficial del campeonato mundial de clubes y torneo cesionario del título mundial.
Después del reconocimiento de iure de la Copa Intercontinental en octubre de 2017, con su inclusión en el documento oficial relativo al registro de la Copa Mundial de clubes, como cesionaria del título mundial de la FIFA, el Palmeiras solicitó el apoyo de la Conmebol para convencer a la federación mundial de atribuir el mismo estatus a la Copa Río de 1951.
En abril de 2019, el presidente de la FIFA, Gianni Infantino,  entrevistado por los medios de comunicación brasileños, reiteró una vez más que para la federación mundial, solo los ganadores de la Copa Intercontinental y la Copa Mundial de Clubes son oficialmente campeones mundiales.

"Ya hemos decidido dar el título de campeón mundial a todos los que han ganado la Copa entre Europa y América del Sur desde 1960.
1951 está un poco más atrás".
Gianni Infantino, presidente de la FIFA. Brasilia, 09 de abril 2019.

"El título mundial de Palmeiras... Para milagros, tienes que preguntar a otro, no a mí..."
Gianni Infantino, presidente de la FIFA. Brasilia, 09 de abril 2019.

Pocos días después, el ya expresidente (por más de tres años) Joseph Blatter, contactado por los medios brasileños, dijo que, según él, Palmeiras fue el primer campeón mundial, sin especificar si simbólicamente o oficialmente. Bajo su gestión pero no se emitió ningún documento del Comité Ejecutivo/Consejo FIFA que declaró a Palmeiras "campeón mundial" sino más bien como el ganador de la primera competición de clubes a nivel mundial, un prestigioso reconocimiento que sin embargo no le permite de aparecer en el registro oficial de los campeones del mundo FIFA, publicado por la entidad con documento oficial catalogado en su sitio web en la sección Official Documents.

## Participantes

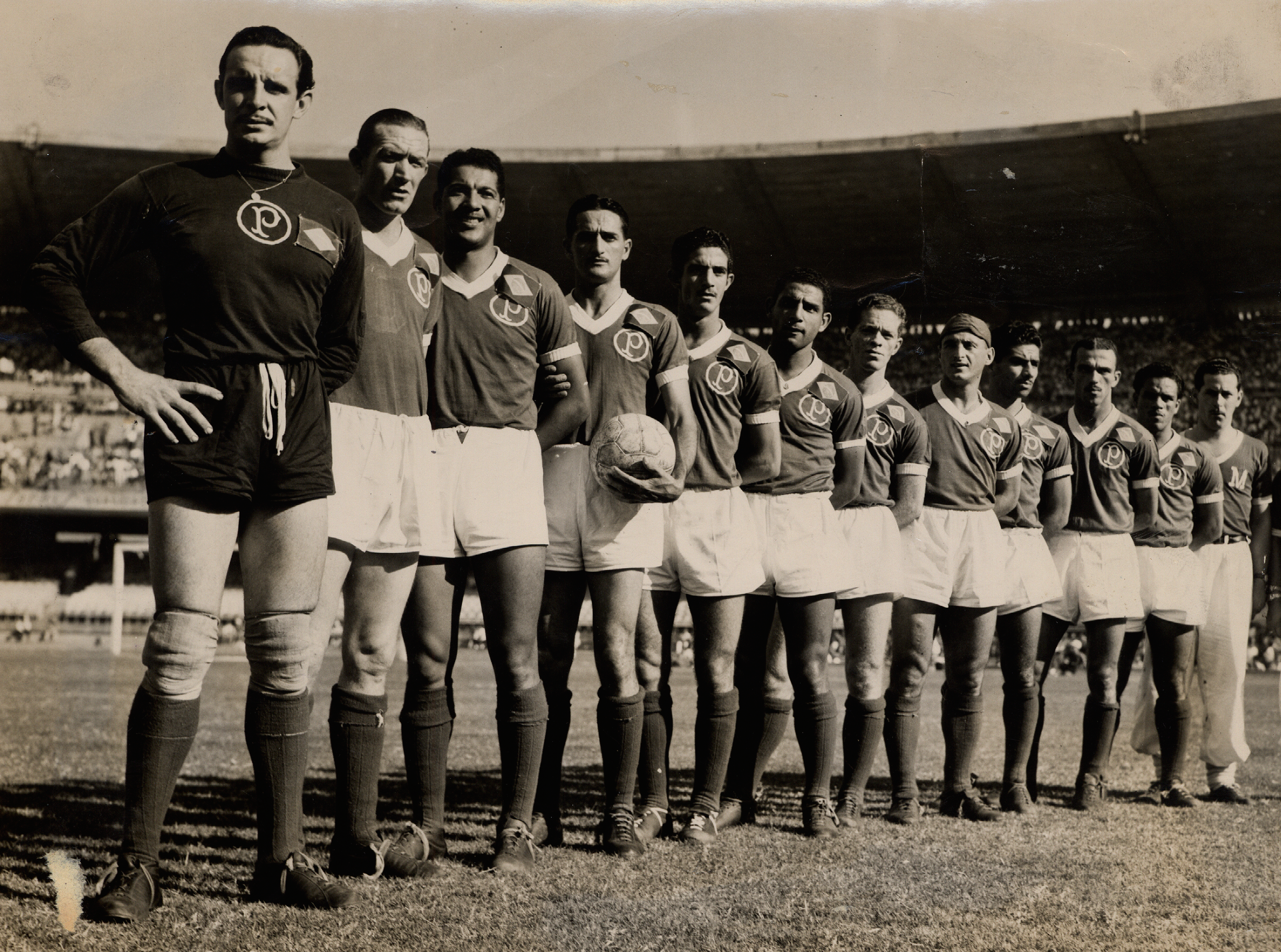
El Palmeiras en el Estadio de Maracaná antes la final.

| País       | Equipo                  | Clasificación                                                  |
| ---------- | ----------------------- | -------------------------------------------------------------- |
| Austria    | Austria Viena           | Campeón de Austria de 1949/50                                  |
| Brasil     | Palmeiras Vasco da Gama | Campeón de São Paulo de 1950 Campeón de Río de Janeiro de 1950 |
| Francia    | OGC Niza                | Campeón de Francia de 1950/51                                  |
| Italia     | Juventus                | Campeón de Italia de 1949/50                                   |
| Portugal   | Sporting de Lisboa      | Campeón de Portugal de 1950/51                                 |
| Uruguay    | Nacional                | Campeón de Uruguay de 1950                                     |
| Yugoslavia | Estrella Roja           | Campeón de Yugoslavia de 1951                                  |

## Fase de grupos
Los ocho equipos fueron divididos en dos grupos: en el grupo 1, denominado «Grupo Río de Janeiro», se jugaron todos los partidos en el Estadio Maracanã de dicha ciudad, y en el grupo 2, denominado «Grupo São Paulo», en el Estadio Pacaembu.
Tras los seis partidos correspondientes, los dos primeros clasificados avanzaron a las semifinales del torneo mientras que los dos últimos quedaron eliminados.

### Grupo 1. Río de Janeiro
| Equipo              | Pts. | PJ | PG | PE | PP | GF | GC | Dif. | Notas       |
| ------------------- | ---- | -- | -- | -- | -- | -- | -- | ---- | ----------- |
| C. R. Vasco da Gama | 9    | 3  | 3  | 0  | 0  | 11 | 3  | 8    | Clasificado |
| F. K. Austria Viena | 6    | 3  | 2  | 0  | 1  | 7  | 6  | 1    | Clasificado |
| Club Nacional       | 3    | 3  | 1  | 0  | 2  | 4  | 8  | -4   |             |
| Sporting C. P.      | 0    | 3  | 0  | 0  | 3  | 4  | 9  | -5   |             |

|     | VAS | VIE | NAC | SPO |
| --- | --- | --- | --- | --- |
| VAS |     | 5-1 | 2-1 | 4-1 |
| VIE | -   |     | 4-0 | 2-1 |
| NAC | -   | -   |     | 3-2 |
| SPO | -   | -   | -   |     |

### Grupo 2. São Paulo
| Equipo              | Pts. | PJ | PG | PE | PP | GF | GC | Dif. | Notas       |
| ------------------- | ---- | -- | -- | -- | -- | -- | -- | ---- | ----------- |
| Juventus F. C.      | 9    | 3  | 3  | 0  | 0  | 10 | 4  | 6    | Clasificado |
| S. E. Palmeiras     | 6    | 3  | 2  | 0  | 1  | 5  | 5  | 0    | Clasificado |
| O. G. C. Nice       | 3    | 3  | 1  | 0  | 2  | 4  | 7  | -3   |             |
| F. K. Estrella Roja | 0    | 3  | 0  | 0  | 3  | 4  | 7  | -3   |             |

|     | JUV | PAL | NIZ | EST |
| --- | --- | --- | --- | --- |
| JUV |     | 4-0 | 3-2 | 3-2 |
| PAL | -   |     | 3-0 | 2-1 |
| NIZ | -   | -   |     | 2-1 |
| EST | -   | -   | -   |     |

## Fase final
|  | Semifinales      | Semifinales      | Semifinales      |   |          | Final            | Final            | Final            |  |
|  | 12 a 15 de julio | 12 a 15 de julio | 12 a 15 de julio |   |          | 18 y 22 de julio | 18 y 22 de julio | 18 y 22 de julio |  |
|  |                  |                  |                  |   |          |                  |                  |                  |  |
|  |                  |                  |                  |   |          |                  |                  |                  |  |
|  | Juventus         | 3                | 3                |   |          |                  |                  |                  |  |
|  | Juventus         | 3                | 3                |   |          |                  |                  |                  |  |
|  | Austria Viena    | 3                | 1                |   |          |                  |                  |                  |  |
|  | Austria Viena    | 3                | 1                |   | Juventus | 0                | 2                |                  |  |
|  |                  |                  |                  |   | Juventus | 0                | 2                |                  |  |
|  |                  |                  | Palmeiras        | 1 | 2        |                  |                  |                  |  |
|  | Vasco da Gama    | 1                | Palmeiras        | 1 | 2        | 0                |                  |                  |  |
|  | Vasco da Gama    | 1                |                  |   |          | 0                |                  |                  |  |
|  | Palmeiras        | 2                | 0                |   |          |                  |                  |                  |  |
|  | Palmeiras        | 2                | 0                |   |          |                  |                  |                  |  |
|  |                  |                  |                  |   |          |                  |                  |                  |  |

### Semifinales
| 12 de julio de 1951 | F. K. Austria Viena                    | 3:3 (2:2) | Juventus F. C.                  | Estadio Pacaembú, São Paulo                                 |                                                             |
|                     | Koller 15' · Stojaspal 38', 90' (pen.) | Reporte   | Muccinelli 37' · Præst 39', 72' | Asistencia: 20 000 espectadores Árbitro(s): Alberto Malcher | Asistencia: 20 000 espectadores Árbitro(s): Alberto Malcher |

| 12 de julio de 1951 | C. R. Vasco da Gama | 1:2 (0:1) | S. E. Palmeiras              | Estadio Maracaná, Río de Janeiro                          |                                                           |
|                     | Maneca 46'          | Reporte   | Petrocelli 24' · Liminha 82' | Asistencia: 42 992 espectadores Árbitro(s): Edward Graigh | Asistencia: 42 992 espectadores Árbitro(s): Edward Graigh |

| 14 de julio de 1951 | Juventus F. C.                      | 3:1 (0:0) (Global 6:4) | F. K. Austria Viena | Estadio Pacaembú, São Paulo                               |                                                           |
|                     | Muccinelli 37' · Boniperti 55', 60' | Reporte                | Stojaspal 89'       | Asistencia: 20 000 espectadores Árbitro(s): Edward Graigh | Asistencia: 20 000 espectadores Árbitro(s): Edward Graigh |

| 15 de julio de 1951 | C. R. Vasco da Gama | 0:0 (Global 1:2) | S. E. Palmeiras | Estadio Maracaná, Río de Janeiro                         |                                                          |
|                     |                     | Reporte          |                 | Asistencia: 77 488 espectadores Árbitro(s): Alfred Grill | Asistencia: 77 488 espectadores Árbitro(s): Alfred Grill |

### Final
| 18 de julio de 1951 | S. E. Palmeiras | 1:0     | Juventus F. C. | Estadio Pacaembú, São Paulo                              |                                                          |
|                     | Rodrígues Tatú  | Reporte |                | Asistencia: 56 961 espectadores Árbitro(s): Alfred Grill | Asistencia: 56 961 espectadores Árbitro(s): Alfred Grill |

| 22 de julio de 1951 | Juventus F. C.         | 2:2 (1:0) (Global 2:3) | S. E. Palmeiras                  | Estadio Maracaná, Río de Janeiro                           |                                                            |
|                     | Præst 18' · Hansen 63' | Reporte                | Rodrígues Tatú 47' · Liminha 77' | Asistencia: 100 093 espectadores Árbitro(s): Gaby Tordjman | Asistencia: 100 093 espectadores Árbitro(s): Gaby Tordjman |

| Brasil                        |
| Campeón Palmeiras 1.er título |